# Elephantomene eburnea
Elephantomene eburnea är en tvåhjärtbladig växtart som beskrevs av Rupert Charles Barneby och Krukoff. Elephantomene eburnea ingår i släktet Elephantomene och familjen Menispermaceae. Inga underarter finns listade i Catalogue of Life.